# Roxana Luca
Roxana Hartmann, nata Roxana Luca (Bucarest, 23 dicembre 1982), è un'ex pattinatrice artistica su ghiaccio romena.
È stata campionessa nazionale della Romania per dieci volte e ha rappresentato il suo paese a due Olimpiadi. Si è qualificata nel pattinaggio di figura ai Giochi Olimpici invernali del 2002 a Salt Lake City, a quattro Campionati Europei e a due Campionati Mondiali juniores. Il suo migliore risultato nei Campionati ISU è stato il 15 posto, che ha ottenuto ai Mondiali juniores del 2002 e agli Europei del 2005.

## Carriera
Luca ha fatto il suo debutto internazionale nei senior quando aveva 13 anni, piazzandosi 14º nel suo girone di qualificazione ai Campionati Europei del 1996. Ha gareggiato sia a livello junior che senior fino alla fine della stagione 2001-2002. Il suo miglior risultato in cinque apparizioni ai Campionati del Mondo Juniores è stato il 15 ° posto nel 2002.
Luca si è classificata al 23º posto alle Olimpiadi invernali del 2002 a Salt Lake City, Utah, Stati Uniti. Ha subito un intervento chirurgico al ginocchio nel settembre 2003 e di conseguenza ha saltato la stagione 2003-2004.
Luca è arrivata al 15º posto, il migliore nella sua carriera, ai Campionati Europei del 2005. Un infortunio alla schiena l'ha costretta a ritirarsi dai Campionati Europei del 2006 durante il programma corto. Si è classificata 26ª alla sua seconda Olimpiade, a Torino.
Luca ha gareggiato per l'ultima volta ai Campionati Mondiali nel 2009.
Ora conosciuta con il nome di Roxana Hartmann, lavora come allenatrice di pattinaggio di figura e coreografa nel sud della Germania e ha lavorato nella squadra coreografica di Julia Sauter .

## Programmi
| Stagione  | Programma corto                               | Programma libero/lungo                                         |
| --------- | --------------------------------------------- | -------------------------------------------------------------- |
| 2009–2010 | - Dancing with music                          | - Amélie by Yann Tiersen                                       |
| 2007-2009 | - Blues Boys Tune by B. B. King               | - Amélie by Yann Tiersen                                       |
| 2006-2007 | - Dance and Doo Doo Stains                    | - My Fair Lady by Frederick Loewe                              |
| 2005-2006 | - Malagueña by Ernesto Lecuona                | - My Fair Lady by Frederick Loewe                              |
| 2004-2005 | - Malagueña by Ernesto Lecuona                | - The Screen Behind the Mirror by Michael Cretu, Enigma        |
| 2003-2004 | - Malagueña by Ernesto Lecuona                | - Angela's Ashes by John Williams - Chocolat by Rachel Portman |
| 2002-2003 | - Malagueña by Ernesto Lecuona                | - Angela's Ashes by John Williams - Chocolat by Rachel Portman |
| 2000-2002 | - Ballad Of Two Strangers by Ioan Gyuri Pascu | - The Screen Behind the Mirror by Michael Cretu, Enigma        |

## Palmarès
| Internazionali                                                                                        | Internazionali | Internazionali | Internazionali | Internazionali | Internazionali | Internazionali | Internazionali | Internazionali | Internazionali | Internazionali | Internazionali | Internazionali | Internazionali |
| Event                                                                                                 | 95–96          | 96–97          | 97–98          | 98–99          | 99–00          | 99–00          | 01–02          | 02–03          | 04–05          | 05–06          | 06–07          | 07–08          | 08–09          |
| --- | -------------- | -------------- | -------------- | -------------- | -------------- | -------------- | -------------- | -------------- | -------------- | -------------- | -------------- | -------------- | -------------- |
| Giochi olimpici invernali                                                                             |                |                |                |                |                |                | 23             |                |                | 26             |                |                |                |
| Campionati mondiali                                                                                   |                |                | 38             |                | 26             | 27             | 33             | 37             | 28             | 32             | 30             | 39             | 36             |
| Campionati europei                                                                                    | 36             |                |                |                | 30             | 26             | 21             | 30             | 15             | R              | 21             | 22             | 27             |
| GP Cup of China                                                                                       |                |                |                |                |                |                |                |                |                |                | 12             |                |                |
| Crystal Skate                                                                                         |                |                |                |                | 1              | 1              | 1              |                |                | 5              |                | 3              | 7              |
| Cup of Nice                                                                                           |                |                |                |                |                |                |                |                |                |                |                | 6              |                |
| Finlandia Trophy                                                                                      |                |                |                |                |                |                |                |                |                |                | 10             |                |                |
| Golden Spin                                                                                           |                |                |                |                |                | 17             | 13             |                | 13             |                |                | 15             |                |
| Merano Cup                                                                                            |                |                |                |                |                |                |                |                |                |                |                | 3              |                |
| Nebelhorn Trophy                                                                                      |                |                |                |                | 18             | 13             |                | R              |                | 14             |                |                |                |
| Nepela Memorial                                                                                       |                |                |                |                |                |                |                |                |                | 12             |                |                | R              |
| Schäfer Memorial                                                                                      |                |                |                | R              |                |                | 8              |                | 15             | 6              |                |                | 11             |
| Universiade                                                                                           |                |                |                |                |                |                |                |                |                |                | 13             |                |                |
| Montfort Cup                                                                                          |                |                |                |                |                |                |                |                | 1              |                |                |                |                |
| Internazionali: Junior                                                                                |                |                |                |                |                |                |                |                |                |                |                |                |                |
| Campionati mondiali                                                                                   |                | 20 Q           |                | 41             | 39             | 22             | 15             |                |                |                |                |                |                |
| JGP Repubblica Ceca                                                                                   |                |                |                |                |                | 8              | 4              |                |                |                |                |                |                |
| JGP Germania                                                                                          |                |                |                |                |                | 13             |                |                |                |                |                |                |                |
| JGP Ungheria                                                                                          |                |                | 25             |                |                |                |                |                |                |                |                |                |                |
| JGP Slovacchia                                                                                        |                |                |                | 22             |                |                |                |                |                |                |                |                |                |
| JGP Slovenia                                                                                          |                |                |                |                | 20             |                |                |                |                |                |                |                |                |
| FOTE                                                                                                  |                |                |                |                | 11             |                |                |                |                |                |                |                |                |
| Golden Bear                                                                                           |                |                |                |                | 8              |                |                |                |                |                |                |                |                |
| Triglav Trophy                                                                                        |                |                |                |                |                | 9              |                |                |                |                |                |                |                |
| Nazionali                                                                                             |                |                |                |                |                |                |                |                |                |                |                |                |                |
| Campionati Nazionali                                                                                  | 1 J            | 2 J            | 3              | 1              | 1              | 1              | 1              | 1              | 1              | 1              | 1              | 1              | 1              |
| J = Categoria Junior; Q = Qualificazioni; R = Ritirata Luca non ha gareggiato nella stagione 2003–04. |                |                |                |                |                |                |                |                |                |                |                |                |                |

1. ↑   tvri.tvr.ro,  http://tvri.tvr.ro/roxana-luca-prin-esa-ghe-ii-luni-la-lumea-i-noi_15604.html.
2. 1 2   isuresults.com,  http://www.isuresults.com/bios/isufs00000326.htm.
3. ↑   rri.ro,  https://www.rri.ro/pages/athlete_of_the_week_ice_skater_julia_sauter-2593140.